# Thomas Danielsson
Thomas Danielsson (ur. 4 grudnia 1964 roku w Kungsbäcka) – szwedzki kierowca wyścigowy.

## Kariera
Danielsson rozpoczął karierę w wyścigach samochodowych w 1984 roku od startów w Szwedzkiej Formule 3, Skandynawskiej Formule 3 oraz Europejskiej Formule 3. W edycjach szwedzkiej i skandynawskiej z dorobkiem odpowiednio 24 i ośmiu punktów uplasował się odpowiednio na dziewiątej i dziesiątej pozycji w klasyfikacji generalnej. W serii europejskiej nie zdobywał punktów. W późniejszych latach pojawiał się także w stawce Grand Prix Makau, Europejskiego Pucharu Formuły 3, Grand Prix Monako Formuły 3, All Japan Sports-Prototype Championship, Brytyjskiej Formuły 3, Włoskiej Formuły 3, Formuły 3 Euro Series, Formuły 3000, 24-godzinnego wyścigu Le Mans, Japońskiej Formuły 3000, Sportscar World Championship, All Japan Sports Prototype Car Endurance Championship oraz Japanese Touring Car Championship.
W Formule 3000 Szwed startował w latach 1988-1989. W pierwszym sezonie startów w żadnym z czterech wyścigów, w których wystartował, nie zdołał zdobyć punktów. Rok później Danielsson dwukrotnie stawał na podium, a raz na jego najwyższym stopniu. Uzbierane 14 punktów dało mu siódme miejsce w końcowej klasyfikacji kierowców.
W sezonie 1989 pełnił rolę kierowcy testowego w ekipie Rial Racing w Formule 1.